# Споменик Дражи Михаиловићу на Равној гори
Споменик Дражи Михаиловићу на Равној гори, налази се у оквиру спомен-комплекса Равна гора, подигнут је 1992. године.
Споменик је рад вајара Драгана Николића, изливен је у бронзи и постављен на бетонски постамент обложен каменим плочама. На споменику Михаиловић је представљен скулптуром, висине 220cm у стојећем ставу, огрнут војничким шињелом, са лулом у левој руци.
Постамент је предње стране је украшен српском кокардом (ознака припадника ЈВуО) и медаљонима, са посветама дародаваца споменика и речима Драже Михаиловића.